# Cape Breton
Otok Cape Breton (eng. Cape Breton Island, fra. île du Cap-Breton, škotski gaelski: Eilean Cheap Breatainn, mi'kmaq indijanski: U'namakika) je otok u Atlantskom oceanu koji upravno pripada kanadskoj pokrajini Novoj Škotskoj. Otok je prirodno fizički odvojen od kopnenog dijela Nove Škotske tjesnacem Canso, ali je od 1955. spojen s kopnom umjetnom prevlakom. 
Naziv „Breton“ u imenu otoka odnosi se na Bretanju u Francuskoj. Izvorno su Francuzi ovaj otok zvali Île Royale.

## Povijest
Prvi stanovnici ovog otoka bili su Micmac Indijanci. Oko 1521. Portugalci su ovdje osnovali ribarsku koloniju na sjeverozapadnom dijelu otoka. Francuzi su prvi aktivno naseljavali ovaj otok koji je postao dio francuske kolonije Akadije. Nakon što su 1713. ugovorom iz Utrechta morali prepustiti kopneno područje i Newfoundland Britancima, Francuzi su preselili stanovništvo Plaisancea na Île Royale (današnji Cape Breton). Velika obrambena tvrđava sagrađena je u Louisbourgu, kako bi se obranili francuski interesi u ovom području. Francuska kolonija na Île Royaleu također je uključivala u svoj sastav i Île St.-Jean (današnji otok Princa Edwarda). Iako je Louisbourg bio jedna od najznačajnijih utvrda Nove Francuske, nekoliko puta je napadnuta od strane britanske mornarice i kolonista. Ovaj otok je ostao pod francuskom vlašću sve do 1763. kad je Pariškim mirovnim sporazumom ustupljen Britancima, koji su ga pripojili svojoj koloniji Novoj Škotskoj, koja se do tada sastojala od Novog Brunswicka i poluotoka Nove Škotske.
Prvo škotsko naselje na otoku bilo je Judique. Britanci su 1784. podijelili ovu koloniju na tri dijela: Novi Brunswick, otok Cape Breton i kontinentalni dio Nove Škotske. Glavni grad kolonije Cape Breton bio je grad Sydney. Godine 1820., ovaj otok ponovno je pripojen Novoj Škotskoj. u ovo vrijeme događa se veliki industrijski i gospodarski procvat na otoku. U prvoj polovici 19. stoljeća dolazi do doseljavanja velikog broj škotskih gorštaka. Oni su do danas ostavili najveći trag u kulturi ovog otoka, te iako su njihov jezik i kultura sustavno bili potiskivani, održali su se do danas.

## Zemljopis
Površina otoka je 10.311 km², što ga čini 77. otokom na svijetu po površini, te 18. najvećim otokom u Kanadi. Krajolik Cape Bretona sačinjavaju kamenite obale, obradive površine, doline, planine i šume. Geolozi smatraju da je barem jedan dio ovog otoka nekad davno činio jednu cjelinu s današnjim područjem Škotske i Norveške, ali je pomicanje kontinenata prouzrokovalo njihovo razdvajanje.
Sjevernim dijelom Cape Bretona dominira visoravan Cape Breton Highlands koja je produžetak planinskog lanca Apalači. Visoravan se nalazi na sjevernom dijelu okruga Inverness i Victoria. Godine 1936., savezna vlast je uspostavila Nacionalni park Cape Breton Highlands koji ima površinu od 949 km².
Najvažnija vodena površina na otoku je jezero Bras d'Or koje je slatkovodni fjord u središtu otoka. Najveće slatkovodno jezero je Ainslie, dok su najvažnije rijeke Margaree i Mira. Nekoliko manjih rijeka ulijeva se u Bras d'Or, te preko njega u zaljev St. Lawrence i Atlantik.
Otok Cape Breton spojen je s kopnom preko prevlake Canso (Canso Causeway) koja je dovršena 1955. i preko koje se odvija cestovni i željeznički promet. Prolazak brodova je i dalje moguć jer na istočnom kraju prevlake postoji kanal u tu svrhu.

### Upravna podjela
Otok Cape Breton dio je pokrajine Nove Škotske koja je podijeljena na 18 okruga. Sam otok podijeljen je na četiri takva upravna okruga, a to su:
- Okrug Cape Breton
- Okrug Inverness
- Okrug Richmond
- Okrug Victoria

## Stanovništvo
Pet glavnih etničkih i kulturnih skupina stanovništva ovog otoka su: Škoti, Micmac Indijanci, Akadijci, Irci i Englezi. Na otoku se govore jezici svih ovih skupina: engleski, francuski, mi'kmaq indijanski i kanadski škotski gaelski. Engleski je danas glavni jezik sporazumijevanja na otoku. Francuski je većinski jezik u mjestima Saint-Joseph-du-Moine i Chéticamp. Kanadski gaelski danas govori tek nešto više od 1% stanovništva otoka.
Ostale manje skupine doseljenika koje su naselile otok su Crni lojalisti, Talijani, te razni narodi iz istočne Europe koji su se doseljavali u istočno industrijsko područje otoka. Danas broj stanovnika Cape Bretona bilježi konstantan pad već dva desetljeća. Stanovništvo se iseljava najviše zbog ekonomskih razloga. Od 1996. do 2001. broj stanovnika je pao s 158.260 na 147.454, što je pad od 6,8%. Oko 72% stanovništva otoka živi u okrugu Cape Breton.
Na otoku se nalazi pet indijanskih rezervata Micmac Indijanaca: Eskasoni, Membertou, Wagmatcook, We'kopaq/Waycobah i Potlotek/Chapel Island. Po površini i broju stanovnika najveći rezervat je Eskasoni.

### Religija
Prema kanadskom popisu stanovništva iz 2001., sveukupno se 107.880 ljudi s Cape Bretona religijski izjasnilo.  Najveće vjerske skupine su:
- rimokatolici: 69.820
- protestanti: 32.575 (uključujući 13.790 sljedbenika Ujedinjene Crkve i 10.170 anglikanaca)
- pravoslavci: 395
- židovi: 235
- muslimani: 135

Sinagoge za malu, ali povijesno važnu, židovsku zajednicu postoje u Sydneyju i Glace Bayju. Muslimanski vjernici petkom koriste prostore Sveučilišta Cape Breton. Vrlo mala budistička zajednica svoj prostor ima u Pleasant Bayju.

## Vanjske poveznice
- Cape Breton Wireless Heritage Society
- Pokret "Pokrajina Cape Breton"  Arhivirana inačica izvorne stranice od 18. veljače 2008. (Wayback Machine)